# Bismarckstraße (Bremerhaven)
Die Bismarckstraße ist eine zentrale Erschließungsstraße in Bremerhaven, Stadtteil Geestemünde (Nord, Bürgerpark). Sie führt in West-Ost-Richtung von der Kaistraße und Georgstraße sowie Elbingplatz bis zum Bürgerpark.
Die Querstraßen und die Anschlussstraßen wurden benannt u. a. als Kaistraße nach dem Kai am Hauptkanal, Georgstraße 1860 nach dem König Georg V. (Hannover), Am Holzhafen (früher Hafenstraße) nach dem Holzhafen Geestemünde, Bülkenstraße (?), Rheinstraße (früher Leher Chaussee) nach dem Fluss, Schillerstraße nach dem Dichter (1759–1805), Walther-Rathenau-Platz nach dem ermordeten Reichsaußenminister (1867–1922), Wartburgstraße nach der Lutherburg in Thüringen, Friedrich-Ebert-Straße um 1945 nach dem ersten Reichspräsidenten und SPD-Vorsitzenden Friedrich Ebert (1871–1925), Hartwigstraße (?), Frühlingstraße und Waldstraße; ansonsten siehe beim Link zu den Straßen.

## Geschichte

### Name
Die Bismarckstraße wurde benannt nach dem ersten Reichskanzler des Deutschen Reiches Otto von Bismarck (1815–1898). Er war von 1862 bis 1890 Ministerpräsident von Preußen und 1871 bis 1890 Reichskanzler.
Davor hieß die Straße Leherstraße.

### Entwicklung
Ab 1845 wurde Geestemünde durch das Königreich Hannover als Hafenstadt angelegt, mit einem Straßenraster, zu der auch die Leherstraße gehörte.
Im Stadtplan von um 1901 führte die Leherstraße bis zur Schillerstraße. Erst danach wurde sie verlängert und umbenannt.
1875 wurde die Christuskirche Bremerhaven-Geestemünde eingeweiht. 1875/77 entstand der Holzhafen und 1902 ein Elektrizitätswerk an der Leher Chaussee (heute Rheinstraße).
Bis 1908 wurde der 64 ha große Bürgerpark angelegt. Seit 1905 stand das Krankenhaus an der Hartwigstraße.
1914 entstand der Bahnhof in Geestemünde, der spätere Hauptbahnhof. Die Bahnstrecke Bremerhaven–Cuxhaven von 1896 wurde nach 1914 zwischen Lehe und Hauptbahnhof ergänzt und damit führte die Straße unter der Bahnlinie zum Bürgerpark. 1924 fand die Vereinigung von Lehe und Geestemünde zu Wesermünde statt und 1939 kam Alt-Bremerhaven (heute Mitte) hinzu. 1934 war ein Großbrand im Holzhafen; er verlor seinen Zweck und wurde um zwei Drittel verkleinert. Im Zweiten Weltkrieg wurden viele Gebäude im hafennahen, westlichen Bereich zerstört.

### Verkehr
Die Obuslinie II durchfuhr die Straße von 1949 bis 1958.
Im Nahverkehr von BremerhavenBus fahren auf der Straße die Linien 503, 504, 505, 506, 507, 508, 509, 510, 514, HL, S ab/zum Hauptbahnhof; in den Wochenendnächten zusätzlich der Moon-Liner (ML).

## Gebäude und Anlagen
Die Straße hat überwiegend eine drei- bis viergeschossige Bebauung.
Erwähnenswerte Gebäude und Anlagen
- Nr. 2–4 Ecke Georgstraße: 7-gesch. Wohn- und Geschäftshaus mit CDU-Geschäftsstelle
- Grünanlage mit Holzhafen
- Nr. 6 bis Schillerstraße: 4-gesch. Wohnbauten, einige mit Läden und Gaststätten
- Schillerstraße 1 Ecke Bismarckstraße: Dreischiffige neugotische, backsteinsichtige,  evangelische Christuskirche Bremerhaven-Geestemünde als Hallenkirche von 1875 mit 60 m hohen, 5-gesch., quadratischen Westturm[2]
- Rheinstraße Nr. 4 Ecke Bismarckstraße: 4-gesch. Wohnhaus von um 1900
- Nr. 31: 4- gesch. Wohnhaus von um 1900 mit Giebelelemnt und Erker
- Nr. 35: 4-gesch. Wohnhaus von um 1900 mit zwei seitlichen Zwerchhäusern und mittlerem Erker
- Nr. 37a bis Wartburgstraße: 2-gesch. Wohnhäuser
- Nr. 34 bis 40: 2-gesch. Wohnhäuser
- Walter-Rathenau-Platz als Grünanlage
- Walter-Rathenau-Platz bis Nr. 50: 4-gesch. Wohnhäuser von nach 1960
- Nr. 49 und Wartburgstraße Nr. 1: 3-gesch. Wohnhäuser in offenen Zeilenbauweise von nach 1960
- Nr. 53: 5-gesch. verklinkertes Wohn- und Geschäftshaus aus den 1920/30er Jahren, das vermutlich nach 1960 aufgestockt wurde
- Ecke Friedrich-Ebert-Straße: kleine Grünanlage, dahinter der Bremerhavener Hauptbahnhof von 1914
- Nr. 55 bis 59: Zwei 4-gesch. verklinkerte Wohnhäuser von nach 1960
- Tunnel unter der Bahnlinie Bremerhaven – Cuxhaven
- Nr. 61: 2- und 3-gesch. neueres Bürogebäude mir u. a. der Außenstelle Cuxhaven der Landwirtschaftskammer Niedersachsen
- Nr. 63: 2-gesch. Wohn- und Bürohaus mit Satteldach und Erker von um 1920/30
- Nr. 58 bis 62: Vier 2-gesch. villenartige Wohnhäuser von nach 1900 mit Walmdächern (Waldstraße 1: Evangelischen Beratungszentrum)
- Bürgerpark